# Nizina Amazonki

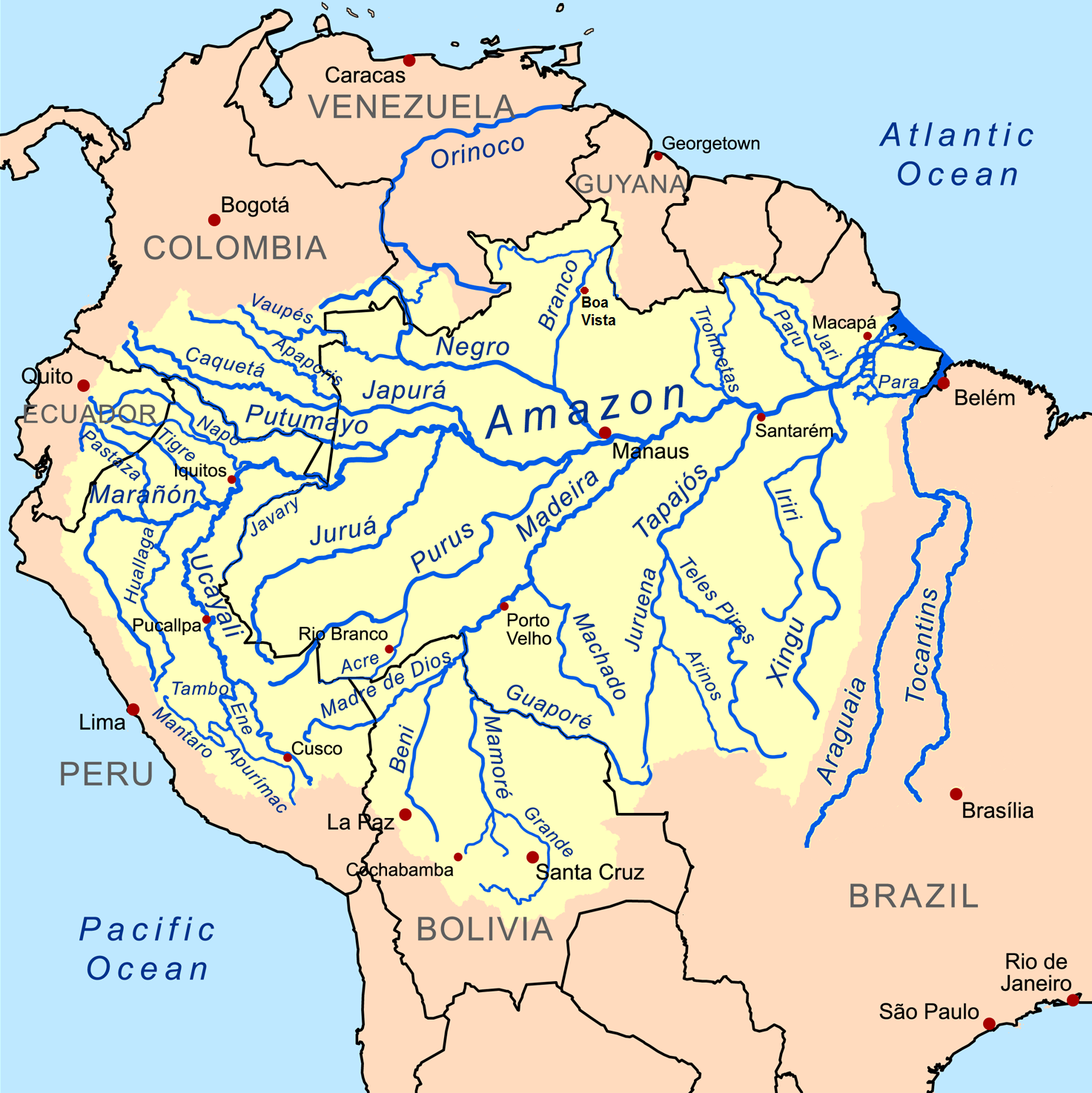
Dorzecze Amazonki

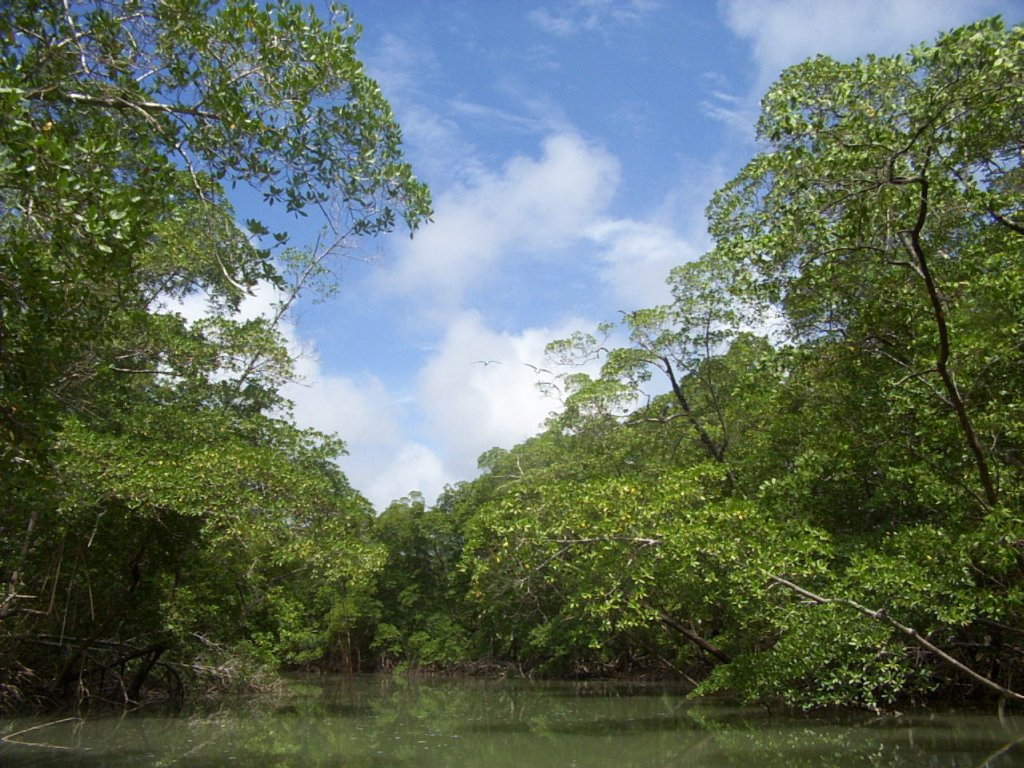
Rzeka wśród amazońskich lasów deszczowych

Nizina Amazonki – nizina w Ameryce Południowej zajmującą obszar 3,5 mln km². Większość jej obszaru leży w dorzeczu Amazonki. 
Nizina Amazonki leży w wilgotnym klimacie równikowym, który charakteryzuje się małymi wahaniami dziennymi i rocznymi temperatury oraz dużymi opadami.  Roczna suma opadów wynosi średnio 2000 mm.
Nizina graniczy z Andami na zachodzie, z Niziną Orinoko i Wyżyną Gujańską na północy oraz z Wyżyną Brazylijską na południu.
Podłożem geologicznym dla niziny jest Niecka Amazonki zbudowana ze skał osadowych. Na terenie Niziny Amazonki występują gleby laterytowe koloru czerwonego.
Charakterystycznymi roślinami dla lasów równikowych Niziny Amazonki są: palmy, kauczukowce, liany, klony oraz tulipanowce amerykańskie i orzesznice brazylijskie.
Charakterystycznymi zwierzętami dla Niziny Amazonki są: pumy, papugi, kapibary, tukany, kolibry, jaguary, oceloty, boa dusiciele, tapiry i małpy (kapucynki).
Duże obszary lasów równikowych w tym regionie pozostawały nietknięte i dopiero od niedawna są eksplorowane. Drewno z Amazonii jest eksportowane do krajów Europy Zachodniej i Stanów Zjednoczonych. Gorsze gatunki sprzedawane są na lokalnym rynku.
Na obrzeżach lasów, gdzie jest klimat nieco korzystniejszy, coraz częściej zakłada się pola uprawne, wycinając i wypalając las. Duże zniszczenia są również powodowane eksploatacją złóż mineralnych.
Największe plemiona żyjące na Nizinie Amazonki to: Tikuna, Yanomami, Xavante oraz Guajajara.